# Episodi di Polizeiinspektion 1 (terza stagione)
La terza stagione della serie televisiva Polizeiinspektion 1 è stata trasmessa in anteprima in Germania dalla ARD tra il 13 novembre 1979 e il 19 febbraio 1980.
| nº | Titolo originale                 | Titolo italiano | Prima TV Germania | Prima TV Italia |
| -- | -------------------------------- | --------------- | ----------------- | --------------- |
| 1  | Sorgenkinder                     | inedito         | 13 novembre 1979  | inedito         |
| 2  | Die große Sommerfreiheit         | inedito         | 4 dicembre 1979   | inedito         |
| 3  | Die Nachtigall                   | inedito         | 11 dicembre 1979  | inedito         |
| 4  | Der Huchen                       | inedito         | 18 dicembre 1979  | inedito         |
| 5  | Die Urlaubsreise                 | inedito         | 25 dicembre 1979  | inedito         |
| 6  | Sylvester                        | inedito         | 1º gennaio 1980   | inedito         |
| 7  | Nippa Johan                      | inedito         | 8 gennaio 1980    | inedito         |
| 8  | Feueralarm                       | inedito         | 15 gennaio 1980   | inedito         |
| 9  | Katzen und Kassetten             | inedito         | 22 gennaio 1980   | inedito         |
| 10 | Eine Art Freund                  | inedito         | 29 gennaio 1980   | inedito         |
| 11 | Die Abwerbung                    | inedito         | 5 febbraio 1980   | inedito         |
| 12 | Das Denkrohr                     | inedito         | 12 febbraio 1980  | inedito         |
| 13 | Die unangenehme Sache mit Berndi | inedito         | 19 febbraio 1980  | inedito         |